# Rebecca Traister
Œuvres principales
Big Girls Don't Cry : The Election that Changed Everything for American Women (2010), All the Single Ladies : Unmarried Women and the Rise of an Independent Nation (2016), Good and Mad: The Revolutionary Power of Women's Anger (2018)
Rebecca Traister, née en 1975, est une journaliste et chroniqueuse américaine.

## Biographie
Rebecca Traister grandit dans une ferme. Elle a fréquente la Germantown Friends School à Philadelphie, puis à l'Université Northwestern. Après ses études, elle s'installe à New York.
En 2011, Rebecca Traister se marie avec Darius Wadia, défenseur public à Brooklyn. Le couple vit à New York, avec leurs deux filles,.

## Carrière professionnelle
De février 2014 à juin 2015, Rebecca Traister travaille pour le magazine d'opinion américain, The New Republic,. Elle intervient régulièrement dans les journaux télévisés du câble, pour lesquels elle commente le féminisme et la politique. La journaliste écrit pour le New York magazine et The Cut. Elle contribue également au magazine Elle.
En 2010, Rebecca Traister publie un premier ouvrage de non fiction Big Girls Don't Cry, classé par le New York Times comme livre remarquable en 2010. En 2012, elle est lauréate du prix Ernesta Drinker Ballard. La même année, elle reçoit le prix Making Trouble / Making History Award de la Jewish Women's Archive (JWA). La militante Gloria Steinem préside le déjeuner annuel de cette remise de récompense. 
En 2016, l'ouvrage All the Single Ladies, l'autrice documente des candidatures féminines à l'indépendance, sur plusieurs siècles,. En 2018, Rebecca Traister publie Good and Mad : The Revolutionary Power of Women's Anger (Le pouvoir révolutionnaire de la colère des femmes). Elle propose ainsi une exploration incisive du pouvoir transformateur de la colère féminine et de sa capacité à transcender en un mouvement politique,.

## Reconnaissance
En 2012, Rebecca Traister est récompensée d'un Mirror Award pour le meilleur commentaire dans les médias numériques pour deux essais 30 Rock' Takes on Feminist Hypocrisy-and Its Own et Seeing 'Bridesmaids' is a Social Responsibility, et pour autre essai publié dans The New York Times, et intitulé The Soap Opera Is Dead ! Long Live The Soap Opera !.

## Publications
- Big Girls Don't Cry: The Election that Changed Everything for American Women, Simon and Schuster, 14 septembre 2010, 352 p. (ISBN 978-1-4391-5487-8, lire en ligne)
- All the Single Ladies: Unmarried Women and the Rise of an Independent Nation, Simon & Schuster, 1er mars 2016, 352 p. (ISBN 978-1-4767-1658-9, lire en ligne)
- Good and Mad: The Revolutionary Power of Women's Anger, Simon & Schuster, 2018.  (ISBN 9781501181795)

## Récompenses
- 2012 : Ernesta Drinker Ballard Book Prize pour Big Girls Don't Cry
- 2012 : Making Trouble / Making History Award
- 2012 : Mirror Award